# スタンズモア・ディーン・スティーブンソン
スタンズモア・ディーン・スティーブンソン（Stansmore Richmond Leslie Dean Stevenson、1866年6月3日 - 1944年12月15日）はスコットランドの画家である。「グラスゴー・ガールズ」と呼ばれるグラスゴーで活動した女性画家、デザイナーの一人である。

## 略歴
グラスゴーで、アバディーン出身の版画家で、1846年に印刷会社、Gilmour and Dean Ltd を共同設立した父親、アレキサンダー・ディーンのもとに生まれた。グラスゴー美術学校で1883年から1889年まで学んだ。同時期に美術学校で学んでいた学生にはベッシー・マクニコルやチャールズ・レニー・マッキントッシュがいる。美術学校の留学奨学金(Haldane Travelling Scholarship bursary)を受け取る資格を得た最初の女子学生となった。留学資金でパリに留学し、アカデミー・コラロッシで肖像画家のギュスターヴ＝クロード＝エティエンヌ・クルトワに学んだ。クルトワとスタジオを共有していた伝統的な衣装の女性像を描くのが得意な画家のパスカル・ダニャン＝ブーベレからも、影響をうけた。
1894年にグラスゴーに戻り、グラスゴーにスタジオを開いた。1894年にグラスゴー美術協会の展覧会に初めて出展し、1910年まで毎年出展を続けた。ペイズリーやリバプールの展覧会や、スコットランド王立アカデミーやロンドンの展覧会にも出展した。 有名な肖像画家、ジェームズ・マクニール・ホイッスラーが初代会長を務めた「国際彫刻家、画家、版画家協会」(International Society of Sculptors, Painters and Gravers)にも2度出展し、初期の作品はホィスラーの影響も見られる。1899年の作品はパリの国民美術協会の展覧会の審査に合格し展示された。スタンズモアという珍しい名前のため、時として男性と間違えられた。
グラスゴーに戻った後も、夏はフランス、オランダで過ごし、オランダの漁村フォーレンダムに集まった芸術家の一人となった。オランダの伝統衣装の男女の人物画を多く描いた。1902年に風景画家のロバート・マコーリー・スティーブンソン(Robert Macaulay Stevenson:1854–1952)と結婚した。夫には死別した妻との間に娘がいた。グレーター・グラスゴーのMilngavieの夫の邸に住み、それぞれ別のスタジオで活動した。
1910年から1926年の間は夫妻でフランス、パ＝ド＝カレー県のモントルイユに住み、1932年からはスコットランドの Kirkcudbrightshireで活動し、 Kirkcudbrightshireで死去した。

## 作品

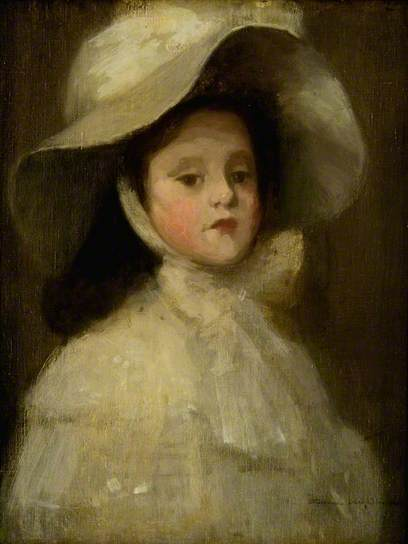
義理の娘の肖像画
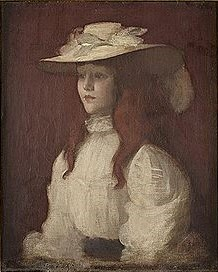
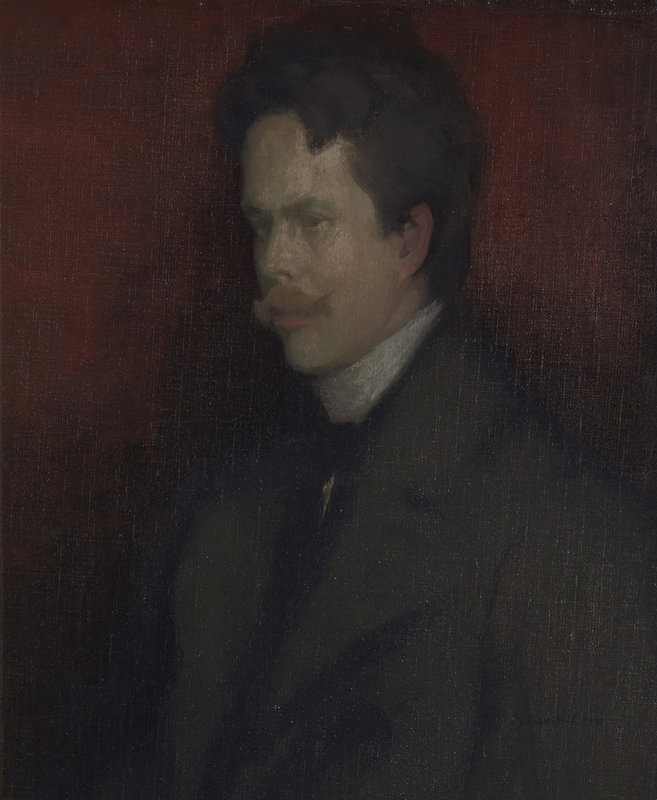
ニール・マンロー 作家